# Batalla de Xiapi

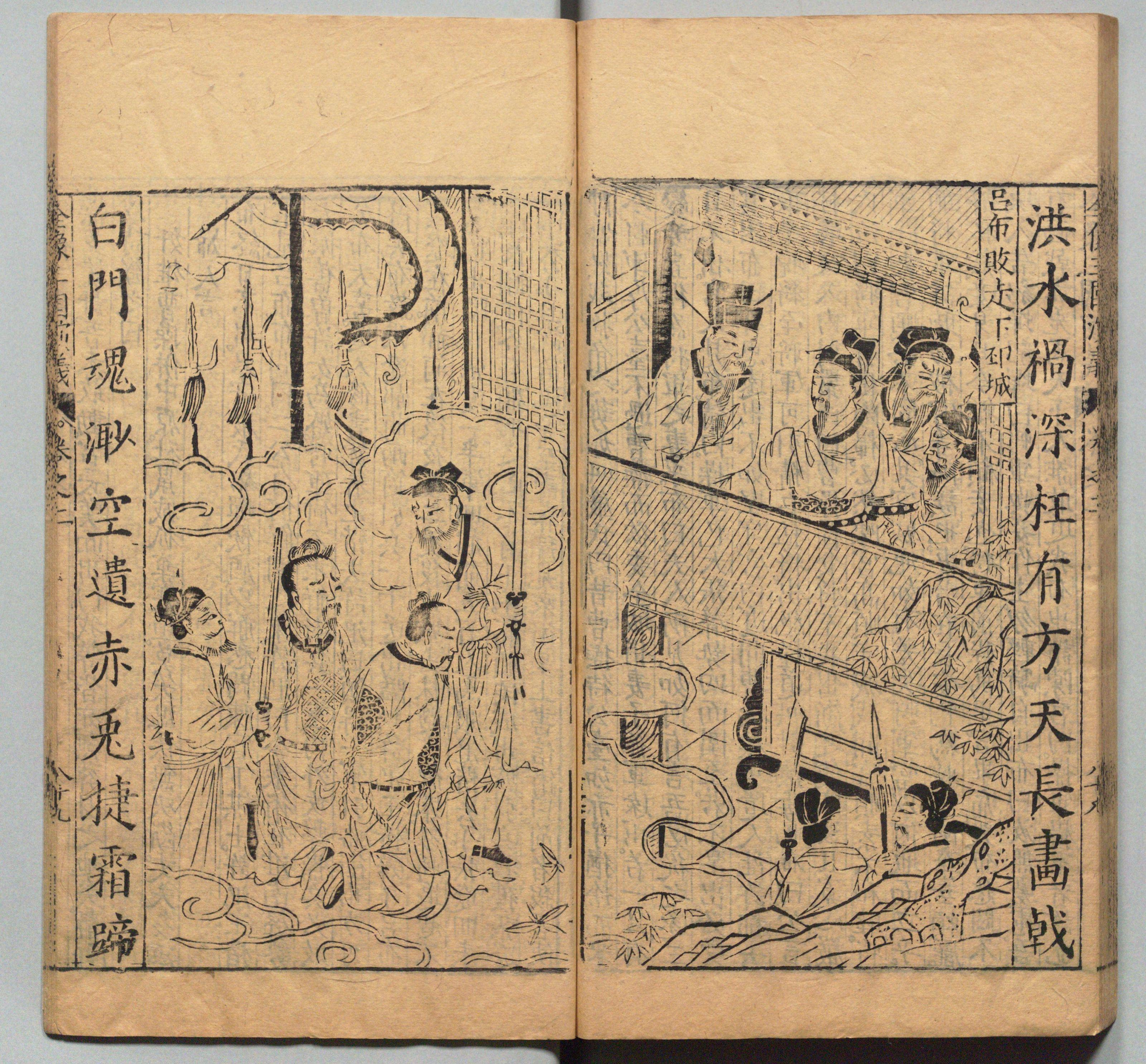
"La nueva edición corrige la versión antigua de la pronunciación en caracteres grandes del romance popular de los Tres Reinos", publicado por Shu Linzhou en el año 19 de Wanli en la dinastía Ming.

La Batalla de Xiapi se libró entre las fuerzas de Lü Bu y los ejércitos aliados de Cao Cao y Liu Bei, entre el invierno de 198 y el 7 de febrero de 199, hacia el final de la dinastía Han del Este en China. La batalla concluyó con la victoria de Cao Cao y Liu Bei.

## Contexto
En el año 194, mientras Cao Cao estaba ausente atacando a Tao Qian en la provincia de Xu, sus subordinados Chen Gong y Zhang Miao decidieron rebelarse contra él y ayudaron a que Lü Bu invadiera su base en la provincia de Yan. Cao Cao puso fin a su invasión de la provincia de Xu y regresó a atacar a Lü Bu, lo que culminó en la Batalla de la provincia de Yan que se extendió por más de cien días. Para 195, Cao Cao había recuperado todas sus ciudades en la provincia de Yan y derrotado a Lü Bu en Juye. Lü Bu y sus hombres huyeron al oriente a unirse a Liu Bei, quien había sucedido a Tao Qian como el gobernador (州牧) de la provincia de Xu.
En el año 196, Cao Cao encontró al emperador Xian entre las ruinas de Luoyang y se lo llevó a Xuchang, donde tendrían su base la nueva capital y la corte imperial. Ese mismo año, Lü Bu aprovechó el conflicto entre Liu Bei y Yuan Shu para capturar Xiapi (actual Pizhou, Jiangsu), capital de la provincia de Xu, quitándole efectivamente a Liu Bei el control de la provincia. Liu Bei se vio forzado a cederle su cargo de gobernador de la provincia de Xu a Lü Bu y a establecerse en la cercana ciudad de Xiaopei. Al poco tiempo, Lü Bu, quien se sentía amenazado por la presencia de Liu Bei, lideró sus tropas para atacarle. Liu Bei fue derrotado por Lü Bu y no tuvo más remedio que unirse a Cao Cao. Cao Cao le brindó suministros a Liu Bei y lo envió a guarnecerse en Xiaopei.
Alrededor del año 197, Yuan Shao tenía el control de las tres provincias de Ji, Qing y Bing, al norte del río Amarillo, así que le escribió una carta a Cao Cao en tono arrogante. Para este mismo momento, Cao Cao acababa de ser derrotado por Zhang Xiu en la Batalla de Wancheng y la carta lo enfureció. Cao Cao se sentía amenazado por la creciente influencia de Yuan Shao en el norte de China y quería atacar a Yuan, pero creía que sus fuerzas no eran suficientemente fuertes. Los estrategas de Cao Cao, Guo Jia y Xun Yu, evaluaron la situación, enumerando varias ventajas que Cao Cao tenía sobre Yuan Shao. Le aconsejaron también que aprovechara la oportunidad para eliminar a Lü Bu mientras Yuan Shao estaba en guerra con Gongsun Zan, pues era posible que Yuan Shao se aliara con Lü Bu para atacarlo. Cao Cao hizo entonces los preparativos para una campaña militar contra Lü Bu.

## Batalla

### Conflicto entre Lü Bu y Yuan Shu
En 197, Yuan Shu se autoproclamó emperador y envió a su subordinado Han Yin (韓胤) a que se reuniera con Lü Bu, proponiéndole un matrimonio entre su hijo y la hija de Lü Bu, con el fin de fomentar una alianza más fuerte entre ellos. Lü Bu aceptó inicialmente la propuesta y envió a su hija con Han Yin. Sin embargo, Lü Bu todavía guardaba un rencor contra Yuan Shu, quien le había atacado cinco años antes, de manera que cambió de opinión tras escuchar a Chen Gui. Lü Bu alcanzó al convoy y se llevó a su hija, capturando a Han Yin y enviándolo a Xuchang, donde fue ejecutado por orden de Cao Cao. Cao Cao nombró entonces a Lü Bu como General de la Izquierda (左將軍) y le escribió personalmente una carta para consolarlo. Lü Bu envió a Chen Deng a reunirse con Cao Cao y agradecerle en su nombre. Cuando Chen Deng se reunió con Cao Cao, le contó que Lü Bu era arriesgado pero no muy astuto y que no era de fiar, por lo que debería ser eliminado lo antes posible. Cao Cao estuvo de acuerdo con las ideas de Chen Deng. Chen Deng fue nombrado Administrador de Guangling e implantado en secreto como espía de Cao Cao en las fuerzas de Lü Bu.
Por otra parte, Yuan Shu estaba enfurecido por la traición de Lü Bu, de forma que envió a sus generales Zhang Xun (張勳) y Qiao Rui (橋蕤) a liderar un ejército para atacar Xiapi desde siete direcciones en colaboración con los Bandidos de la Ola Blanca liderados por Han Xian y Yang Feng. Lü Bu estaba en una situación desventajosa, con apenas 3.000 hombres y 400 caballos de guerra. Temía no ser capaz de ofrecerle resistencia a Yuan Shu, así que culpó a Chen Gui por darle malos consejos. Sin embargo, Chen Gui creía que Han Xian y Yang Feng no le eran genuinamente leales a Yuan Shu, por lo que le aconsejó a Lü Bu que los persuadiera de romper su alianza con Yuan Shu. Cuando Lü Bu atacó a las tropas de Yuan Shu, Han Xian y Yang Feng desertaron y se pasaron a su bando. Las tropas de Yuan Shu fueron derrotadas y Lü Bu las persiguió hasta que llegaron al sur del río Huai.

### El asedio de Xiapi
En el año 198, Lü Bu volvió a acordar la paz con Yuan Shu y envió a su general Gao Shun a atacar a Liu Bei en Xiaopei. Cao Cao envió a Xiahou Dun al mando de un ejército para brindarle refuerzos a Liu Bei, pero aun así salieron derrotados por Gao Shun. Xiaopei cayó ante las tropas de Lü Bu en octubre de 198 y Liu Bei escapó, aunque sus esposas fueron capturadas.
Tras esto, Cao Cao lanzó oficialmente su campaña militar en contra de Lü Bu. Al arribar el ejército de Cao Cao a Pengcheng (la actual Xuzhou, en la provincia de Jiangsu), Chen Gong instó a Lü Bu a que atacara a Cao Cao, en tanto las tropas de éste debían estar agotadas tras su larga marcha desde Xuchang. Lü Bu, sin embargo, insistió en quedarse en Xiapi y esperar a que Cao Cao llegara antes de atacar. Un mes después, Cao Cao conquistó Pengcheng. Simultáneamente, Chen Deng desertó al bando de Cao Cao y condujo a sus hombres desde Guangling hasta Xiapi. Lü Bu comandó personalmente a sus tropas durante el enfrentamiento con el enemigo, pero fue derrotado y forzado a retirarse. Lü Bu regresó a Xiapi y defendió firmemente la ciudad sin avanzar.
Cao Cao escribió una carta a Lü Bu, explicándole la peligrosa situación en la que este último se encontraba. Lü Bu empezó a temer y tenía la intención de rendirse, pero Chen Gong creía que el ejército de Cao Cao había viajado una enorme distancia y no sería por tanto capaz de librar una batalla prolongada. Chen Gong le aconsejó entonces a Lü Bu que guarneciera parte de sus tropas fuera de la ciudad, mientras que el resto habría de permanecer con él en el interior, de forma que pudieran apoyarse mutuamente si cualquiera de los lados era atacado. Chen también sugirió que el mejor momento para enfrentarse a las fuerzas de Cao Cao sería meses después, cuando se agotaran los suministros de Cao. Lü Bu estuvo de acuerdo con el plan y pretendía dejar a Chen Gong y Gao Shun a que defendieran Xiapi mientras él se estacionaba fuera de la ciudad. No obstante, la esposa de Lü Bu le dijo que Chen Gong y Gao Shun no se llevaban bien, y que por tanto sería un problema si Lü Bu no estaba  presente. La mujer también creía que Cao Cao había tratado mejor a Chen Gong (antes de que este último desertara al bando de Lü Bu) de lo que ahora lo trataba Lü Bu, por lo que no era descabellado que Chen pudiera traicionar a Lü Bu. En consecuencia, Lü Bu abortó el plan de Chen Gong.
Lü Bu envió entonces a Wang Kai (王楷) y Xu Si (許汜) para que solicitarán refuerzos a Yuan Shu, pero éste se rehusó al recordar cómo Lü Bu había renegado antes de la propuesta de matrimonio entre sus hijos. Wang Kai y Xu Si intentaron persuadir a Yuan Shu para que enviara ayuda, con el argumento de que Yuan Shu quedaría aislado de resultar eliminado Lü Bu. Yuan Shu consideró enviar refuerzos, pero no lo hizo de inmediato. Entretanto, Lü Bu creía que Yuan Shu no estaba dispuesto a ayudarlo debido al incidente de la propuesta de matrimonio, de manera que escoltó personalmente a su hija fuera de Xiapi e intentó enviarla al territorio de Yuan Shu. No obstante, Lü Bu se encontró con tropas de Cao Cao fuera de la ciudad y fue incapaz salir del asedio, de manera que tuvo que dar marcha atrás.
Las tropas de Cao Cao habían empezado a cansarse tras no poder capturar a Xiapi a pesar de haberla asediado durante mucho tiempo. Cao Cao tenía la intención de retirarse, pero sus estrategas Xun You y Guo Jia creían que el ejército de Lü Bu debía estar ya bajo de moral tras haber sufrido tan numerosas derrotas, por lo que le aconsejaron que prosiguiera con el asedio. Cao Cao ordenó entonces a sus soldados que encausaran las aguas de los ríos Yi y Si para así inundar Xiapi. El asediado Lü Bu se preparó para la rendición cuando Xiapi estuvo inundada por más de un mes, pero Chen Gong lo detuvo.

### La rendición de Lü Bu
El general de Lü Bu, Hou Cheng, había encontrado a un hombre que le iba a ayudar a hacerse cargo de 15 caballos, pero éste escapó con los caballos y planeaba llevárselos a Liu Bei. Hou Cheng persiguió él mismo al fugitivo y recuperó los caballos. Los demás generales felicitaron a Hou Cheng por este logro y Hou preparó comida y vino y se los presentó a Lü Bu. Lü Bu se puso furioso y le dijo: «Ordené prohibir el alcohol y ahora preparas vino. ¿Estás planeando emborracharme y luego volverte en mi contra?» Hou Cheng se puso triste y asustado, por lo que el 7 de febrero de 199 conspiró junto con Song Xian (宋憲) y Wei Xu (魏續) capturar a Chen Gong y Gao Shun antes de rendirse ante Cao Cao.
Cuando Lü Bu se enteró de la deserción de Hou Cheng, llevó a los hombres que le quedaban a la Torre de la Puerta Blanca, desde donde vio cómo las tropas de Cao Cao se acercaban. Le pidió a sus hombres que lo mataran y le llevaran la cabeza a Cao Cao, pero estos se negaron. Entonces, Lü Bu se rindió.

## Secuelas
Lü Bu y sus seguidores fueron atados y llevados ante Cao Cao y Liu Bei. Cao Cao ordenó que Gao Shun fuera ejecutado cuando éste no quiso responder cuando Cao le preguntó si tenía algo que decir. Lü Bu se quejó de que sus ataduras eran demasiado apretadas, pero Cao Cao le dijo: «Un tigre ha de estar bien atado». Lü Bu luego intentó persuadir a Cao Cao para que lo perdonara y le prometió servirlo. Mientras Cao Cao lo pensaba, Liu Bei le dijo: «¿No has visto lo que les pasó a Ding Yuan y Dong Zhuo?»Cao Cao se frotó entonces la quijada. Lü Bu increpó a Liu Bei: «Eres la persona menos confiable». En el Yingxiong Ji (英雄記; Registros de Héroes) se escribió que Cao Cao inicialmente quería salvar la vida de Lü Bu una vez que éste se comprometió a servirlo. Con todo, Wang Bi (王必), registrador de Cao Cao, inmediatamente detuvo a Cao Cao y le dijo: «Lü Bu es un prisionero de guerra formidable. Sus subordinados están cerca, no puede ser perdonado». Cao Cao le dijo entonces a Lü Bu: «Quería perdonarte la vida, pero mi registrador se niega. Entonces, ¿qué debo hacer?»
Cuando Cao Cao le preguntó a Chen Gong qué iba a pasar con los miembros de su familia, Chen insinuó que Cao debería perdonarles la vida. Cao Cao perdonó la vida a la familia de Chen Gong y los trató bien. Chen Gong aceptó entonces su destino y caminó hacia el campo de ejecución sin mirar atrás. Cao Cao estaba profundamente apesadumbrado por la muerte de Chen Gong. Cao Cao hizo ejecutar a Lü Bu en la horca. Ordenó que los cadáveres de Lü Bu y sus seguidores fueran decapitados y que sus cabezas fueran enviadas a Xuchang y luego enterradas.
Cao Cao aceptó a Zhang Liao, Chen Qun y otros que anteriormente habían servido a Lü Bu, y los nombró generales u oficiales bajo su mando. Otros señores de la guerra menores como Zang Ba, Sun Guan (孫觀), Wu Dun (吳敦), Yin Li o Chang Xi (昌豨) que habían estado del lado de Lü Bu también se rindieron a Cao Cao, y éste los puso a cargo de varias comandancias a lo largo de la costa.
Con el fin de la Batalla de Xiapi, Cao Cao eliminó por completo la amenaza que representaba Lü Bu. Al año siguiente, Liu Bei rompió lazos con Cao Cao y se hizo con el control de la provincia de Xu tras asesinar a Che Zhou (車冑), pero Cao Cao lo derrotó rápidamente, recuperando el control de la provincia. Con la provincia de Xu ahora firmemente bajo su control, Cao Cao ya no tuvo amenazas inminentes en su base de operaciones en las provincias de Yan y Yu. Esto se convirtió en una ventaja para Cao Cao en la subsecuente Batalla de Guandu en el año 200 contra Yuan Shao.

## EnEl Romance de los Tres Reinos
La batalla fue descrita de manera idealizada en los capítulos 18 y 19 de la novela histórica Romance de los Tres Reinos de Luo Guanzhong. Guanzhong añadió algunos eventos ficticios, a la vez que los reales fueron modificados en gran medida para lograr efectos dramáticos. En la novela, la batalla tuvo lugar en dos etapas: la primera tuvo lugar cerca de Xiaopei (小沛; actual condado Pei, en Jiangsu), mientras que la segunda tuvo lugar en Xiapi (下邳; actual Pizhou, Jiangsu).
Algunos eventos notables en la descripción que se hace de la batalla de la novela son los siguientes:

### Xiahou Dun pierde su ojo izquierdo
En la novela, Cao Cao envió a Xiahou Dun al mando de refuerzos para ayudar a Liu Bei, quien estaba siendo atacado por Lü Bu en Xiaopei. Al llegar Xiahou Dun, se encontró con el ejército de Lü Bu comandado por Gao Shun, y se enfrentó a éste en una pelea de uno contra uno. Se batieron en duelo durante unos 40-50 asaltos. Gao Shun no logró aguantar más y se retiró, y Xiahou Dun fue tras él. El subordinado de Lü Bu, Cao Xing, vio a Xiahou Dun en el campo de batalla y lanzó una flecha que se enterró en el ojo izquierdo de Xiahou. Xiahou Dun gritó y se sacó la flecha con todo y su ojo. Exclamó entonces: «(Esta es) la esencia de mi padre y la sangre de mi madre, no puedo desperdiciarla». Entonces se tragó el globo ocular y cargó contra Cao Xing. Cao Xing fue tomado por sorpresa y murió a manos de Xiahou Dun, quien lo atravesó con su lanza en la cara. Los soldados de ambos lados quedaron estupefactos por la escena que tenían ante ellos.

#### Historicidad
La biografía de Xiahou Dun en el Sanguozhi menciona brevemente que Xiahou Dun participó en una batalla contra las tropas de Lü Bu y que fue alcanzado por una flecha perdida, resultando herido en el ojo izquierdo. No se proporcionaron más detalles. En el Weilüe se escribió después que, tras el incidente, los soldados apodaron a Xiahou Dun «el ciego Xiahou», apodo que odiaba. Se dice que cuando veía su reflejo en un espejo, lo tiraba al suelo.
El único registro escrito existente de Cao Xing en la historia aparece en el Yingxiong Ji (英雄記; Registros de héroes), que establece que cuando Hao Meng se rebeló contra Lü Bu en el 196, el subordinado de Hao, Cao Xing, se rehusó a unírsele en la rebelión. Hao Meng y Cao Xing pelearon, y Hao hirió a Cao, pero logró cortarle el brazo a Hao. Hao Meng murió más tarde a manos de Gao Shun. Lü Bu luego elogió a Cao Xing por permanecer leal a él. 

### La deserción de Hou Cheng
Este incidente acaeció cuando Lü Bu fue asediado por las tropas de Cao Cao en Xiapi durante meses. Su subordinado Hou Cheng recuperó 15 caballos que les habían sido robados y los hombres de Lü Bu quisieron celebrar. Hou Cheng estaba temeroso de que Lü Bu se enojara pues ya les había prohibido a sus hombres consumir alcohol, por lo que decidió presentarle a su señor cinco botellas de vino. Con todo, Lü Bu se puso furioso y quería ejecutar a Hou Cheng, pero Song Xian (宋憲), Wei Xu (魏續) y otros le rogaron a Lü Bu que perdonara a Hou Cheng. Lü Bu les hizo caso y mando que Hou Cheng recibiera 50 azotes antes de liberarlo. Todos los hombres de Lü Bu se molestaron por el incidente. Posteriormente, Hou Cheng, Song Xian y Wei Xu armaron una conspiración para traicionar a Lü Bu. Esa noche, Hou Cheng robó el corcel de Lü Bu, Liebre Roja, y huyó al campamento de Cao Cao, contándole a este sobre su plan.

#### Historicidad
Se afirma en el Sanguozhi que los seguidores de Lü Bu estaban empezando a desunirse tras el sitio sobre Lü Bu en Xiapi por parte de las fuerzas de Cao Cao durante unos tres meses. Sus generales Hou Cheng, Song Xian y Wei Xu capturaron a Chen Gong e hicieron que sus hombres se rindieran ante Cao Cao. En el Jiuzhou Chunqiu aparece un relato similar de la historia en el Romance de los Tres Reinos, excepto que en esta versión Lü Bu no mandó azotar a Hou Cheng cuando este le presentó vino. En cambio, se dice que Hou Cheng sintió miedo cuando Lü Bu lo regañó y amenazó con ejecutarlo, por lo que descartó llevarle vino y regresó para unirse a los otros generales. Luego empezó a sospechar de Lü Bu hasta que en un punto lideró a sus hombres a rendirse ante Cao Cao. La biografía de Lü Bu en el Houhanshu combinó el texto original en la versión del Sanguozhi y del Jiuzhou Chunqiu, afirmando que Hou Cheng y otros capturaron a Chen Gong y Gao Shun y se rindieron ante Cao Cao.

### Los últimos momentos de Lü Bu
Lü Bu descansaba cuando sus subordinados Song Xian y Wei Xu lo capturaron y lo ataron. Arrojaron sus ji por los muros y abrieron las puertas para que entraran las tropas de Cao Cao. Lü Bu fue llevado ante Cao Cao, quejándese de estar demasiado atado, pero Cao Cao le respondió que: «Un tigre debe estar muy bien atado». Lü Bu luego se dirigió a Hou Cheng, Wei Xu y Song Xian, diciéndoles: «Los traté bien a todos, ¿por qué me traicionan?». Song Xian le respondió: «(Usted) escucha a sus esposas y concubinas pero ignora nuestros consejos. ¿Llama a eso 'tratarnos bien'?» Lü Bu se mantuvo en silencio. Cao Cao luego ordenó que Gao Shun fuera ejecutado. Si bien quería perdonar a Chen Gong, este insistió en aceptar su destino y fue ejecutado a su vez. Lü Bu intentó persuadir a Cao Cao para que lo perdonara, diciéndole que estaba dispuesto a servir bajo su mando y que lo ayudaría a conquistar el imperio. Cuando Cao Cao le pidió a Liu Bei su opinión al respecto, este le respondió: «¿No has visto acaso lo que les pasó a Ding Yuan y Dong Zhuo?» Lü Bu miró a Liu Bei y le gritó: «¡Eres la persona menos de fiar!» Mientras lo llevaban a rastras, Lü Bu se volvió y le gritó a Liu Bei: «¡Hombre de orejas grandes! ¿Se te olvidó el incidente cuando disparé una flecha a través del ji?» Cao Cao ordenó entonces ejecutar a Lü Bu en la horca y que su cadáver fuera decapitado.

#### Historicidad
En el Sanguozhi se dice que Lü Bu se rindió al verse rodeado, en lugar de haber sido capturado por sus propios subordinados que lo habían traicionado. Sus últimas palabras, dichas a Cao Cao y Liu Bei momentos antes de su muerte, son similares a las dichas en el Romance de los Tres Reinos.  Cao Cao ordenó entonces ahorcar a Lü Bu y que decapitaran el cadáver y enviaran la cabeza a la capital, Xuchang, y que luego fuera enterrada. La biografía de Lü Bu en el Houhanshu menciona también que Lü Bu pidió a sus subordinados que le cortaran la cabeza y que se rindieran ante Cao Cao al ver que había sido rodeado por las tropas de este. No obstante, sus subordinados no estaban dispuestos a hacer esto, por lo que se rindieron junto con él. El resto del relato es similar al que aparece en el Sanguozhi y sus anotaciones.

### La rendición de Zhang Liao
Tras la batalla, cuando Zhang Liao fue capturado y llevado ante Cao Cao, despreció a Lü Bu por su cobarde conducta. No mostró miedo alguno e incluso le dijo a Cao Cao que había tenido suerte de haber sobrevivido al incendio de Puyang (refiriéndose a una batalla previa en la que Cao estuvo a punto de morir). Cao Cao se puso furioso, desenvainó su espada y quiso matar a Zhang Liao, pero lo detuvieron Guan Yu y Liu Bei y le rogaron que perdonara a Zhang. Guan Yu incluso se arrodilló. Cao Cao, riendo, enfundó su espada y les dijo: «Sé también que Wenyuan (nombre de cortesía de Zhang Liao) es un hombre leal y justo. Sólo lo estaba poniendo a prueba». Entonces liberó a Zhang Liao de sus ataduras él mismo, se quitó el abrigo, envolvió a Zhang con él y le ofreció una silla. Zhang Liao se sintió conmovido por la sinceridad de Cao Cao y se rindió.

#### Historicidad
No se menciona nada sobre este episodio en el Sanguozhi. Simplemente afirma que Zhang Liao se rindió ante Cao Cao y que fue nombrado «General de la Casa» (中郎將) y recibió el título de «Marqués secundario» (關內侯). Tampoco se sabe con certeza si participó o no en la Batalla de Xiapi.

## En la cultura popular
La Batalla de Xiapi es mencionada en la serie de videojuegos de Koei, Dynasty Warriors, como un escenario jugable a partir de su cuarta entrega.